# Pahurehure
Pahurehure est une banlieue de la cité d’Auckland, située dans le nord de l’île du Nord de la Nouvelle-Zélande.

## Situation
Elle est localisée sur la berge sud-est du mouillage de Manukau Harbour et est sous l’autorité du Conseil du District de Papakura.
La banlieue marque la partie la plus au sud de l’aire métropolitaine Auckland.

## Gouvernance
Récemment ‘Pahurehure’ a été reconnue comme une banlieue indépendante d’Auckland.
Le secteur était considéré précédemment comme un simple zone dépendant du territoire plus grand de Papakura, mais est maintenant développé comme une zone urbaine de banlieue de classe supérieure, s’étendant à partir du nord de ‘Beach Road’ jusqu’à ‘Ray Small Park’ à l’est et incluant l’ensemble de la péninsule localisée sur le côté ouest de l’autoroute Autoroute Sud d’Aukland (en).
Durant la réforme majeure du gouvernement local en 1989, la zone de Pahurehure fut incluse dans les limites du district de Papakura.
En 2010, après la revue du commission royale sur la gouvernance d'Auckland (en), l’ensemble de la région Auckland fut amalgamée sous une seule autorité de cité.
Comme l’ancien district de Papakura, toutes les autres autorités territoriales furent fusionnées en un seul conseil d’Auckland.
La banlieue de Pahurehure fait partie du ward de Manurewa-Papakura (en).

## Population
La population de la ville de ‘Pahurehure’ était de 3 033 habitants lors du recensement de l’année 2006.
Le groupe ethnique le plus commun en 2006 dans Pahurehure sont les personnes  European/Pākehā avec 75,6 %.
Les résidents  Maori ne représentent que 10,6 % de la population de la banlieue et les résidents asiatiques: 8,3 %. 
Selon le recensement de 2006 de la population de la Nouvelle-Zélande, (pour les résidents âgés de 15 ans ou plus) le plus commun des groupes d’activité est 'clérical et employés de l’administration ‘, et le moins fréquent des groupes d’activité est 'conducteur et opérateurs de machines’, avec un taux de chômage de 3,7 % de la population de Pahurehure.

## Installations

### Maisons
Pahurehure a plusieurs styles de maisons modernes suburbaines.
Ce secteur est identique à la banlieue proche de Rosehill, et est connu pour ses zones pittoresques dans le district.
Les banlieues environnantes sont Hingaia et Karaka, qui ont été largement construites en maisons en développement ce qui a fait augmenter la valeur des propriétés dans Pahurehure.

### Transport
La route State Highway 1 constituant l’autoroute sud venant d’Auckland,  passe directement à travers la banlieue de Pahurehure, avec la principale rampe d’accès et de sortie de Papakura, qui est aussi dans le secteur.
Les services de trains et de bus fournissent aussi les moyens de transports publics dans le centre-ville de Papakura, situé à 5 minutes en voiture au-delà.

### Loisirs
Le parc de Ray Small Park sert pour les enfants locaux et pour les équipes sportives de Pahurehure et Papakura. La péninsule de Pahurehure est droite en face du mouillage de Manukau Harbour, qui constitue un accès pour les bateaux dans le secteur.